# Minnesota North Stars
Minnesota North Stars byl profesionální americký klub ledního hokeje, který sídlil v minnesotském městě Bloomingtonu. V letech 1967–1993 působil v profesionální soutěži National Hockey League. North Stars hrály ve své poslední sezóně v Norrisově divizi v rámci Campbellovy konference. Své domácí zápasy odehrával v hale Met Center s kapacitou 15 000 diváků. Klubové barvy byly zelená, zlatá, černá a bílá.
V NHL sehráli 2 062 zápasů a kvalifikovali se patnáctkrát do playoff, z toho dvakrát až do finále. Na podzim roku 1993 se tým přestěhoval do Dallasu ve státě Texas, kde začal hrát pod názvem Dallas Stars.

## Historie

### Počátky
11. března 1965 oznámil prezident NHL Clarence Campbell, že se počet týmů v lize rozšíří ze šesti na dvanáct, připojením nové šestičlenné divize před sezónou 1967-68. Na Campbellovo prohlášení reagovala skupina devíti mužů, kterou vedl Walter Bush Jr. a John Driscoll, tím, že se pokoušeli najít povolení pro oblast v Minnesotě. Jejich úsilí bylo úspěšné a 9. února 1966 získali jednu ze šesti licencí NHL. Kromě Minnesoty získali licenci: Oakland (Kalifornie), Los Angeles, Philadelphia, Pittsburgh a St. Louis. Pojmenování týmu názvem „North Stars“ bylo oznámeno 25. května 1966 po veřejné soutěži. Název byl odvozen od přezdívky státu Minnesota „L'Etoile du Nord“, což je francouzský výraz znamenající „Hvězda ze severu“ (angl.: The star of the north). 3. října 1966 byl položen základní kámen nové arény v Bloomingtonu. Hala byla postavena během 12 měsíců za 7 miliónů USD a k zápasu byla otevřena před sezónou 1967-68, ačkoliv nebyla ještě zcela dokončena.

### Raná léta
11. října 1967 hráli North Stars svůj první zápas v historii, při venkovním zápase proti St. Louis Blues (dalšímu novému týmu NHL) a zápas skončil remízou 2:2. 21. října 1967 sehrál tým historicky první zápas v domácím prostředí proti týmu California Seals, který vyhráli 3:1. Ve své první sezóně (1967-68) skončili na čtvrtém místě západní divize. 13. ledna 1968 zasáhla tým velká tragédie, když se při pádu zranil Bill Masterton, který následně upadl do bezvědomí a 15. ledna 1968 v nemocnici ve 29 letech zemřel. Dodnes je to jediné zranění s následkem smrti, ke kterému došlo u hráče přímo během zápasu NHL. Na jeho počest byla ustanovena trofej Bill Masterton Memorial Trophy a North Stars na jeho počest vyvěsili Mastertonův dres pod strop haly. V playoff porazili v prvním kole Los Angeles Kings v sedmi zápasech. Následující sérii prohráli se St. Louis Blues v sedmi zápasech.
V prvních letech vedlo tým brankářské duo Gump Worsley a Cesare Maniago. Obránce Ted Harris byl minnesotským kapitánem. V týmu North Stars také exceloval produktivní křídelní útočník Bill Goldsworthy a další kvalitní hráči jako je Barry Gibbs, Jude Drouin, Jean-Pierre Parise, Danny Grant, Lou Nanne, Tom Reid a Dennis Hextall.
Když v roce 1972 vznikla soutěž World Hockey Association, tak jedním z měst, které dostalo licenci této konkurenční ligy NHL byl St. Paul, který leží také v americkém státě Minnesota. North Stars, tak vznikl konkurenční tým Minnesota Fighting Saints, se kterým soupeřili o fanoušky a tím i o přísun financí. Návštěvnost týmu klesala i proto, že se v pěti z posledních šesti sezón nedostali do playoff. Týmu začal hrozit přesun do jiného města. V roce 1978 tým koupil Gordon a George Gund, majitelé Clevelandu Barons, který hrál taktéž v NHL, ale byl ve velkých finančních potížích. Gundovi dostali od vedení ligy povolení oba týmy sloučit. Po sloučení pokračoval tým dále jako Minnesota North Stars. Tým byl přesunut do Adamsovy divize. Generálním manažerem byl jmenován Nanne a k týmu byli připojeni Clevelandští hráči, zejména brankář Gilles Meloche a útočníci Al MacAdam a Mike Fidler. Kromě toho Minnesota draftovala Bobbyho Smithe, který následně vyhrál Calder Trophy a Steva Payna, který ve své druhé sezóně NHL vstřelil 42 gólů.

### Osmdesátá léta
6. ledna 1980 byl vytvořen klubový rekord v domácí návštěvnosti, když se při vítězném zápase 7:1 proti Philadelphii Flyers přišlo podívat 15 962 fanoušků. Do týmu přišly nové posily: čerstvý olympijský vítěz Neal Broten a střelec Dino Ciccarelli a v playoff 1981 se dostali až do finále Stanley Cupu, když postupně porazili Boston Bruins, Buffalo Sabres, Calgary Flames a ve finále byli poraženi favoritem New York Islanders. V sezóně 1981-82 vytvořil Dino Ciccarelli střelecký rekord s 55 vstřelenými brankami. Minnesota vyhrála svůj první divizní titul, ale v playoff vypadla v prvním kole s Chicagem Blackhawks. V létě 1982 zorganizoval manažer Lou Nanne velkou výměnu, při níž získal vysoko draftovaného útočníka Briana Bellowse, který ve své nováčkovské sezóně vstřelil 35 gólů a pomohl týmu k rekordním 96 bodům, což je klubový rekord. V playoff, ale opět vypadli s Chicagem Blackhawks ve druhém kole. Na začátku sezóny byl tým odhodlaný napravit nepodařená playoff v předchozích dvou sezónách. Novým trenérem týmu se stal Bill Mahoney, což byl defenzivně smýšlející trenér. V sezóně byl vyměněn populární Bobby Smith do Montrealu Canadiens za defenzivní útočníky Keitha Actona a Marka Napiera. Tým vyhrál Norrisovu divizi. V playoff porazili v prvním kole Chicago Blackhawks poměrem 3 ku 2 na zápasy. Poté porazili St. Louis Blues v sedmi zápasech, ale v semifinále byli poraženi Edmontonem Oilers. Po roce 1984 se Minnesotě nedařilo a vedení zažádalo ligu NHL o povolení přesunu klubu do San Francisca, což ale povoleno nebylo.

### Devadesátá léta
Kompromisního řešení pro bratry Gundovy bylo docíleno tím, že po rozšíření ligy dostali licenci na založení nového klubu poblíž San Francisca v San José pojmenovaný San José Sharks. Minnesotu North Stars od nich koupil Howard Baldwin a Morris Balzberg za asi 38,1 miliónů USD. Společně tedy vlastnili tým Balzberg, Baldwin a Norman Green. I přes tyto události se Minnesotě v sezóně 1990-91 dařilo a po porážkách Chicaga Blackhawks, St. Louis Blues a Edmontonu Oilers se dostali do finále playoff, ve kterém podlehli Pittsburghu Penguins v čele s Mariem Lemieuxem. Po sezóně klub změnil logo a dresy. Na oslavu 25. výročí existence klubu, byla na dresy hráčů vyšita upomínková nášivka. V playoff 1992 vypadli s Detroitem Red Wings.

### Stěhování do Dallasu
Více v článku: Dallas Stars.
Důvodů k přestěhování klubu bylo několik. Od malé návštěvnosti, neochoty měst St. Paulu nebo Minneapolisu postavit stadion, ve kterém by mohli Stars hrát, až po finanční a soukromé potíže majitele Normana Greena.
Tým byl po přestěhování do Dallasu pojmenován Dallas Stars. Někteří hokejisté pamatující osobně North Stars, ještě v roce 2010 hráli lední hokej na vysoké úrovni. Mike Modano hrál za Detroit Red Wings, Mike Craig a Todd Elik hráli v Rakousku a Reid Simpson hrál ve farmářském klubu Atlanty Thrashers.

### Návrat NHL do Minnesoty
Více v článku: Minnesota Wild.
V roce 1997 byla při dalším plánovaném rozšíření NHL poskytnuta licence do města St. Paul, kde byl založen tým Minnesota Wild, který začal hrát v sezóně 2000-01.

## Lídři individuálních statistik

### Základní část
Zdroj: 
- Odehrané zápasy: Neal Broten, 876
- Góly: Brian Bellows, 342
- Asistence: Neal Broten, 547
- Kanadské bodování: Neal Broten, 796
- Trestné minuty: Basil McRae, 1,567

### Brankáři
Zdroj: 
- Zápasy: Cesare Maniago, 420
- Vítězství: Cesare Maniago, 145
- Vychytané nuly: Cesare Maniago, 26

## Lídři kanadského bodování
Zdroj: 
Top 10 nejproduktivnějších hokejistů klubové historie.
Poznámka: Poz = Pozice; Z = Odehrané zápasy; G = Góly; A = Asistence; B = Kanadské body; B/Z = Průměr bodů na zápas
| Hráč             |        | Poz | Z   | G   | A   | B   | B/Z  |
| Neal Broten      | USA    | C   | 876 | 249 | 547 | 796 | .91  |
| Brian Bellows    | Kanada | RW  | 753 | 342 | 380 | 722 | .96  |
| Dino Ciccarelli  | Kanada | RW  | 602 | 332 | 319 | 651 | 1.08 |
| Bobby Smith      | Kanada | F   | 572 | 185 | 369 | 554 | .97  |
| Bill Goldsworthy | Kanada | RW  | 670 | 267 | 239 | 506 | .76  |
| Tim Young        | Kanada | F   | 564 | 178 | 316 | 494 | .88  |
| Steve Payne      | Kanada | F   | 613 | 228 | 238 | 466 | .76  |
| Craig Hartsburg  | Kanada | D   | 570 | 98  | 315 | 413 | .72  |
| Dave Gagner      | Kanada | C   | 440 | 187 | 217 | 404 | .92  |
| J. P. Parisé     | Kanada | LW  | 588 | 154 | 242 | 396 | .67  |

## Trofeje NHL
Zdroj: 
Clarence S. Campbell Bowl
- 1990–91

Calder Memorial Trophy
- Danny Grant: 1968–69
- Bobby Smith: 1978–79

Bill Masterton Memorial Trophy
- Al MacAdam: 1979–80

## Významní hráči

### Hokejová síň slávy
Tito hráči jsou členy Hokejové síně slávy:
- Leo Boivin, uveden v roce 1986
- Mike Gartner, uveden v roce 2001
- Larry Murphy, uveden v roce 2004
- Gump Worsley, uveden v roce 1980
- Dino Ciccarelli, uveden v roce 2010

### Vyřazená čísla (v Minnesotě)
- 8 Bill Goldsworthy, 1967–77
- 19 Bill Masterton, 1967–68

### Výběry v prvním kole draftu
Zdroj: 
Více obsahuje článek: Seznam hokejistů draftovaných týmem Minnesota North Stars.
- 1967: Wayne Cheesman (4. celkově)
- 1968: Jim Benzelock (5. celkově)
- 1969: Dick Redmond (5. celkově)
- 1970: nebyl
- 1971: nebyl
- 1972: Jerry Byers (12. celkově)
- 1973: nebyl
- 1974: Doug Hicks (6. celkově)
- 1975: Bryan Maxwell (4. celkově)
- 1976: Glen Sharpley (3. celkově)
- 1977: Brad Maxwell (7. celkově)
- 1978: Bobby Smith (1. celkově)
- 1979: Craig Hartsburg (6. celkově) a Tom McCarthy (10. celkově)
- 1980: Brad Palmer (16. celkově)
- 1981: Ron Meighan (13. celkově)
- 1982: Brian Bellows (2. celkově)
- 1983: Brian Lawton (1. celkově)
- 1984: David Quinn (13. celkově)
- 1985: nebyl
- 1986: Warren Babe (12. celkově)
- 1987: Dave Archibald (6. celkově)
- 1988: Mike Modano (1. celkově)
- 1989: Doug Zmolek (7. celkově)
- 1990: Derian Hatcher (8. celkově)
- 1991: Richard Matvichuk (8. celkově)
- 1992: nebyl

## Umístění v jednotlivých sezonách
Stručný přehled
Zdroj: 
- 1967–1974: National Hockey League (Západní divize)
- 1974–1978: National Hockey League (Smytheova divize)
- 1978–1981: National Hockey League (Adamsova divize)
- 1981–1993: National Hockey League (Norrisova divize)

Jednotlivé ročníky
Zdroj: 
Legenda: Z - zápasy, V - výhry, VP - výhry v prodloužení, R - remízy, P - porážky, PP - porážky v prodloužení, VG - vstřelené góly, OG - obdržené góly, +/- - rozdíl skóre, B - body, KPW - Konference Prince z Walesu, CK - Campbellova konference, ZK - Západní konference, VK - Východní konference, fialové podbarvení - reorganizace, změna skupiny či soutěže
| USA / Kanada (1967 – 1993) |                        |        |    |    |    |    |    |    |     |     |      |    |        |                |
| Sezóny                     | Liga                   | Úroveň | Z  | V  | VP | R  | PP | P  | VG  | OG  | +/-  | B  | Pozice | Play-off       |
| 1967/68                    | NHL (Západní divize)   | 1      | 74 | 27 | –  | 15 | –  | 32 | 191 | 226 | -35  | 69 | 4.     | Semifinále     |
| 1968/69                    | NHL (Západní divize)   | 1      | 76 | 18 | –  | 15 | –  | 43 | 189 | 270 | -81  | 51 | 6.     | Ne             |
| 1969/70                    | NHL (Západní divize)   | 1      | 76 | 19 | –  | 22 | –  | 35 | 224 | 257 | -33  | 60 | 3.     | Čtvrtfinále    |
| 1970/71                    | NHL (Západní divize)   | 1      | 78 | 28 | –  | 16 | –  | 34 | 191 | 223 | -32  | 72 | 4.     | Semifinále     |
| 1971/72                    | NHL (Západní divize)   | 1      | 78 | 37 | –  | 12 | –  | 29 | 212 | 191 | +21  | 86 | 2.     | Čtvrtfinále    |
| 1972/73                    | NHL (Západní divize)   | 1      | 78 | 37 | –  | 11 | –  | 30 | 254 | 230 | +24  | 85 | 3.     | Čtvrtfinále    |
| 1973/74                    | NHL (Západní divize)   | 1      | 78 | 23 | –  | 17 | –  | 38 | 235 | 275 | -40  | 63 | 7.     | Ne             |
| 1974/75                    | NHL (Smytheova divize) | 1      | 80 | 23 | –  | 7  | –  | 50 | 221 | 341 | -120 | 53 | 4.     | Ne             |
| 1975/76                    | NHL (Smytheova divize) | 1      | 80 | 20 | –  | 7  | –  | 53 | 195 | 303 | -108 | 47 | 4.     | Ne             |
| 1976/77                    | NHL (Smytheova divize) | 1      | 80 | 23 | –  | 18 | –  | 39 | 240 | 310 | -70  | 64 | 2.     | Předkolo       |
| 1977/78                    | NHL (Smytheova divize) | 1      | 80 | 18 | –  | 9  | –  | 53 | 218 | 325 | -107 | 45 | 5.     | Ne             |
| 1978/79                    | NHL (Adamsova divize)  | 1      | 80 | 28 | –  | 12 | –  | 40 | 257 | 289 | -32  | 68 | 4.     | Ne             |
| 1979/80                    | NHL (Adamsova divize)  | 1      | 80 | 36 | –  | 16 | –  | 28 | 311 | 253 | +58  | 88 | 3.     | Semifinále     |
| 1980/81                    | NHL (Adamsova divize)  | 1      | 80 | 35 | –  | 17 | –  | 28 | 291 | 263 | +28  | 87 | 3.     | Finále SC      |
| 1981/82                    | NHL (Norrisova divize) | 1      | 80 | 37 | –  | 20 | –  | 23 | 346 | 288 | +58  | 94 | 1.     | Čtvrtfinále CK |
| 1982/83                    | NHL (Norrisova divize) | 1      | 80 | 40 | –  | 16 | –  | 24 | 321 | 290 | +31  | 96 | 2.     | Semifinále CK  |
| 1983/84                    | NHL (Norrisova divize) | 1      | 80 | 39 | –  | 10 | –  | 31 | 345 | 344 | +1   | 88 | 1.     | Finále CK      |
| 1984/85                    | NHL (Norrisova divize) | 1      | 80 | 25 | –  | 12 | –  | 43 | 268 | 321 | -53  | 62 | 4.     | Semifinále CK  |
| 1985/86                    | NHL (Norrisova divize) | 1      | 80 | 38 | –  | 9  | –  | 33 | 327 | 305 | +22  | 85 | 2.     | Čtvrtfinále CK |
| 1986/87                    | NHL (Norrisova divize) | 1      | 80 | 30 | –  | 10 | –  | 40 | 296 | 314 | -18  | 70 | 5.     | Ne             |
| 1987/88                    | NHL (Norrisova divize) | 1      | 80 | 19 | –  | 13 | –  | 48 | 242 | 349 | -107 | 51 | 5.     | Ne             |
| 1988/89                    | NHL (Norrisova divize) | 1      | 80 | 27 | –  | 16 | –  | 37 | 258 | 278 | -20  | 70 | 3.     | Čtvrtfinále CK |
| 1989/90                    | NHL (Norrisova divize) | 1      | 80 | 36 | –  | 4  | –  | 40 | 284 | 291 | -7   | 76 | 4.     | Čtvrtfinále CK |
| 1990/91                    | NHL (Norrisova divize) | 1      | 80 | 27 | –  | 14 | –  | 39 | 256 | 266 | -10  | 68 | 4.     | Finále SC      |
| 1991/92                    | NHL (Norrisova divize) | 1      | 80 | 32 | –  | 6  | –  | 42 | 246 | 278 | -32  | 70 | 4.     | Čtvrtfinále CK |
| 1992/93                    | NHL (Norrisova divize) | 1      | 84 | 36 | –  | 10 | –  | 38 | 272 | 293 | -21  | 82 | 5.     | Ne             |

### Přehled kapitánů a trenérů v jednotlivých sezónách
Zdroj: 
| Sezóna    | Kapitán          | Hlavní trenér    |
| --------- | ---------------- | ---------------- |
| 1967/1968 | Bob Woytowich    | Wren Blair       |
| 1968/1969 | Elmer Vasko      | John Muckler     |
| 1969/1970 | Claude Larose    | Wren Blair       |
| 1970/1971 | Ted Harris       | Jack Gordon      |
| 1971/1972 | Ted Harris       | Jack Gordon      |
| 1972/1973 | Ted Harris       | Jack Gordon      |
| 1973/1974 | Ted Harris       | Parker MacDonald |
| 1974/1975 | Bill Goldsworthy | Charlie Burns    |
| 1975/1976 | Bill Goldsworthy | Jack Gordon      |
| 1976/1977 | Bill Goldsworthy | André Beaulieu   |
| 1977/1978 | Nick Beverley    | André Beaulieu   |
| 1978/1979 | Jean-Paul Parisé | Harry Howell     |
| 1979/1980 | Paul Shmyr       | Glen Sonmor      |
| 1980/1981 | Paul Shmyr       | Glen Sonmor      |
| 1981/1982 | Tim Young        | Glen Sonmor      |
| 1982/1983 | Craig Hartsburg  | Murray Oliver    |
| 1983/1984 | Brian Bellows    | Bill Mahoney     |
| 1984/1985 | Craig Hartsburg  | Bill Mahoney     |
| 1985/1986 | Craig Hartsburg  | Lorne Henning    |
| 1986/1987 | Craig Hartsburg  | Lorne Henning    |
| 1987/1988 | Craig Hartsburg  | Herb Brooks      |
| 1988/1989 | Craig Hartsburg  | Pierre Pagé      |
| 1989/1990 | Curt Giles       | Pierre Pagé      |
| 1990/1991 | Curt Giles       | Bob Gainey       |
| 1991/1992 | Mark Tinordi     | Bob Gainey       |
| 1992/1993 | Mark Tinordi     | Bob Gainey       |